# Chelonus abditus
Chelonus abditus är en stekelart som beskrevs av Vladimir Ivanovich Tobias 1961. Chelonus abditus ingår i släktet Chelonus och familjen bracksteklar. Inga underarter finns listade i Catalogue of Life.